# Ahn Jin-beom
Đây là một tên người Triều Tiên, họ là Ahn.
Ahn Jin-beom (tiếng Hàn: 안진범; Hanja: 安進範; sinh ngày 10 tháng 3 năm 1992) là một cầu thủ bóng đá Hàn Quốc thi đấu ở vị trí tiền vệ tấn công cho FC Anyang ở K League 2.

## Sự nghiệp
Anh chuyển đến Ulsan Hyundai trao đổi với Choi Jin-soo ngay sau khi gia nhập FC Anyang vào tháng 2 năm 2014.